# Plotonești
Plotonești – wieś w Rumunii, w okręgu Vaslui, w gminie Dimitrie Cantemir. W 2011 roku liczyła 375 mieszkańców.